# Яблувко (Куявсько-Поморське воєводство)
Яблувко (пол. Jabłówko) — село в Польщі, у гміні Лабішин Жнінського повіту Куявсько-Поморського воєводства.
Населення — 208 осіб (2011).
У 1975-1998 роках село належало до Бидгощського воєводства.

## Демографія
Демографічна структура станом на 31 березня 2011 року:
|          | Загалом | Допрацездатний вік | Працездатний вік | Постпрацездатний вік |
| -------- | ------- | ------------------ | ---------------- | -------------------- |
| Чоловіки | 111     | 23                 | 76               | 12                   |
| Жінки    | 97      | 22                 | 55               | 20                   |
| Разом    | 208     | 45                 | 131              | 32                   |